# Tonška pa’anga
Tonška pa’anga, (tonganska pa’anga, ISO 4217: TOP), službeno sredstvo plaćanja na Tongi. Označava se simbolom T$, a dijeli se na 100 senita.
Tonganska pa’anga je uvedena 1967. godine, kada je zamijenila tongansku funtu, i to u omjeru 2 pa’ange za 1 funtu.
U optjecaju su kovanice od 1, 2, 5, 10, 20, 50 senita, i novčanice od 1, 2, 5, 10, 20, 50, 100 pa’angi.
Valuta je dobila ime po biljki Entada phaseoloides.